# Mort d'un mathématicien napolitain
Pour plus de détails, voir Fiche technique et Distribution.
Mort d'un mathématicien napolitain (Morte di un matematico napoletano) est un film dramatique italien réalisé par Mario Martone et sorti en 1992. Le film a reçu le prix du jury lors de la Mostra de Venise 1992.

## Synopsis
Nuit du 1er mai 1959. Dans la salle d'attente de la Stazione Termini de Rome, un homme en état d'ébriété avancée est appréhendé par la police locale. Ce vagabond alcoolique est en réalité Renato Caccioppoli, mathématicien renommé et professeur à l'Université de Naples. Relâché à l'aube, il rentre chez lui par le premier train du matin. Débute pour lui ce qui sera son ultime semaine. Errant dans les rues de Naples, le mathématicien croise des amis, des connaissances et des familiers. Au fil de ses pérégrinations, se reconstituent des séquences de sa vie — sans voix off et sans flash back — alors que l'imminence d'un acte irréversible se dessine de plus en plus nettement. Le 8 mai, Caccioppoli se donnera la mort.

## Fiche technique
- Titre français : Mort d'un mathématicien napolitain
- Titre original : Morte di un matematico napoletano
- Réalisateur : Mario Martone
- Scénario : Mario Martone et Fabrizia Ramondino
- Photographie : Luca Bigazzi
- Montage : Jacopo Quadri
- Musique : Michele Campanella, chanson Palomba 'e notte chantée par Enzo Moscato
- Décors : Giancarlo Muselli
- Costumes : Metella Raboni
- Son direct : Hubert Nijhuis
- Sociétés de production : AnGio Film, RAI Radiotelevisione Italiana, Teatri Uniti
- Pays d'origine : Italie
- Langue : italien
- Date de sortie :
  -  Italie : 8 septembre 1992
  -  France : 14 septembre 1994
- Format: couleur - 35 mm - stéréo
- Genre : Drame
- Durée : 108 minutes

## Distribution
- Carlo Cecchi : Renato Caccioppoli
- Anna Bonaiuto : Anna
- Renato Carpentieri : Luigi Caccioppoli
- Toni Servillo : Pietro, mathématicien ami de Renato
- Licia Maglietta : Emilia, la femme de Luigi
- Antonio Neiwiller (it) : Don Simplici
- Alessandra D'Elia : Stella, la fiancée de Pietro
- Fulvia Carotenuto : Lina, la femme de chambre
- Roberto De Francesco : Leonardo
- Andrea Renzi : Leo
- Lucio Amelio : le marquis
- Vera Lombardi : Maria Bakounine
- Annalisa Foà : Adele Bakounine

## Réception
Le film reçoit plusieurs récompenses, notamment le prix du jury et le prix Kodak Cinecritica à l'issue de la Mostra de Venise 1992. Lors de ce festival Carlo Cecchi se voit décerner le prix Pasinetti du meilleur acteur. Mort d'un mathématicien napolitain et ses acteurs ont également été récompensés par un Ruban d'argent et deux David di Donatello.

## Commentaires
Dans Télérama, la critique Claude-Marie Trémois apprécie la subtilité et le jeu sur le vide que maîtrise Mario Martone. Elle affirme cependant qu'« il manque à Mario Martone cette étincelle de génie que possèdent Caccioppoli et Michelangelo Antonioni. Cette étincelle qui transfigure soudain la réalité et rend visible l'invisible ». Le film est remarqué pour la beauté de sa musique de chambre et de déclaration d'amour à la ville de Naples.
Lorenzo Codelli, pour Positif, souligne, de son côté, ce fait : « Le film ne parle pas d'un écrivain, d'un philosophe, mais bien d'un savant. Ses "connaissances" l'ont amené à considérer tout avenir comme désespéré. C'est dans ce mouvement du piéton, à travers les petites rues, les places, les funiculaires, les escaliers de Naples que Caccioppoli semble trouver un soulagement relatif. [...] Il ne croit plus à rien, il a tout absorbé. Et il a tout accompli. [...] Sans recourir à la magie fellinienne, Martone assume le rôle du porte-voix de la fin volontaire, symbolique, d'un "grand homme", de la même famille que le Steiner de La dolce vita qui disparaît en face d'une société indigne de lui. » Dans ce même numéro de la revue, Mario Martone affirme s'être longuement documenté sur la personnalité du mathématicien, aidé de sa scénariste, la romancière Fabrizia Ramondino. « Renato Caccioppoli était le petit-fils de Bakounine. Il était donc au centre d'un nœud qui relie Naples au monde de manière souterraine. Il est assez révélateur de constater qu'un homme comme lui, un génie des mathématiques parlant le français comme sa langue maternelle, n'a jamais envisagé de s'éloigner de Naples », déclare-t-il par ailleurs.